# The Joy Luck Club
The Joy Luck Club es una película dramática estadounidense de 1993 sobre las relaciones entre las mujeres chino-americanas y sus madres chinas. Está basada en la novela homónima escrita en 1989 por Amy Tan, que coescribió el guion con Ronald Bass. La película fue producida por Oliver Stone y dirigida por Wayne Wang. El elenco es notable por consistir principalmente en mujeres asiático-americanas.

## Sinopsis
Cuatro mujeres mayores, todas chinas inmigrantes que viven en San Francisco se reúnen regularmente para comer dim sum, jugar al mah-jong y hablar. Unidas por sentimientos de pérdida y esperanza, se hacen llamar El Club de la Buena Estrella.

## Elenco
- Kieu Chinh - Suyuan Woo
- Tsai Chin - Lindo Jong
- France Nuyen - Ying-Ying St. Clair
- Lisa Lu - An-Mei Hsu
- Ming-Na - Jing-Mei 'June' Woo (como Ming-Na Wen)
- Tamlyn Tomita - Waverly Jong
- Lauren Tom - Lena St. Clair
- Rosalind Chao - Rose Hsu Jordan
- Michael Paul Chan - Harold
- Andrew McCarthy - Ted Jordan
- Christopher Rich - Rich
- Russell Wong - Lin Xiao
- Vivian Wu - Madre de An-Mei
- Chao-Li Chi - Canning Woo
- Victor Wong - Viejo Chong, profesor de piano
- Irene Ng - Lindo (adolescente)